# Cryptorama
Cryptorama is een geslacht van kevers uit de familie van de klopkevers (Anobiidae).

## Soorten
- Cryptorama confusum White, 1984
- Cryptorama crepusculum White, 1984
- Cryptorama floridensis White, 1984
- Cryptorama holosericea (LeConte, 1878)
- Cryptorama minor Fall, 1905
- Cryptorama minuta (LeConte, 1878)
- Cryptorama oblongum Fall, 1905
- Cryptorama ocellatum White, 1984
- Cryptorama punctatum White, 1984
- Cryptorama rufescens White, 1984
- Cryptorama texanum White, 1984
- Cryptorama vorticale Fall, 1905